# Peter Scott (Dieb)
Peter Scott (* 18. Februar 1931 in Belfast, Nordirland, als Peter Craig Gulston; † 17. März 2013 in London) war ein nordirischer Dieb, der hauptsächlich in London aktiv war. Da er häufig die Häuser von Prominenten als Zielobjekte wählte, bezeichnete ihn die Presse auch als „Einbrecher bei den Stars“.

## Leben

### Frühe Jahre
Peter Craig Gulston entstammte einer Belfaster Familie, die der Mittelschicht zuzurechnen war. Sein Vater, der dem Militär angehörte, starb, als Peter noch jung war, und die Mutter wanderte in die Vereinigten Staaten aus. Er besuchte die Belfast Royal Academy, wo er als sehr intelligent auffiel, aber schlechte Leistungen bei Prüfungen zeigte. Als er die Schule verließ, hatte er bereits die gesamte Erbschaft des Vaters verprasst.
Schon im Alter von zwölf Jahren begann er seine Karriere als Einbrecher, wobei er sich auf die Häuser gut situierter Bürger konzentrierte, die entlang der Malone Road in Belfast wohnten. In seiner Schulkleidung erregte er kein Aufsehen und seine Beute versteckte er in einer zu seinem Erscheinen passenden Rugbytasche. Wie er später behauptete, hatte er zum Zeitpunkt, da ihn die Polizei 1952 erstmals festnahm, bereits 150 Einbruchsdiebstähle begangen. Allerdings wurden ihm nur zwölf der Verbrechen zur Last gelegt, angeblich da den Polizisten die lange unaufgeklärt gebliebene Einbruchsserie peinlich war. Er wurde zu sechs Monaten Haft verurteilt, die er im Belfaster Crumlin Road Jail absaß.

### „Einbrecher bei den Stars“
Nach der Freilassung nahm er den Nachnamen Scott an und ging nach London. Dort arbeitete er als Türsteher in einem Pub im West End, war aber gleichzeitig auch wieder als Einbrecher aktiv, hauptsächlich in den vornehmen Stadtvierteln Mayfair und Belgravia, wo die mit Balkonen, Brüstungen und Vorbauten verzierten Häuser reicher Bürger ideale Voraussetzungen für ihn schufen. Die Zielobjekte seiner Einbrüche wählte er beim Studieren der Gesellschaftskolumnen in Zeitungen wie Daily Mail und Daily Express. Trotz seiner stets sorgsamen Vorbereitungen wurde Scott wiederholt festgenommen und zu kürzeren Haftstrafen verurteilt.
Während eines Gefängnisaufenthalts lernte er 1957 auch den fast zwanzig Jahre älteren George Henry „Taters“ Chatham kennen, den damals vielleicht bekanntesten Dieb Englands. Die beiden gingen eine Partnerschaft ein und blieben in Kontakt bis zu Chathams Tod im Jahr 1997. Gemeinsam unternahmen sie in den 1950er und 1960er Jahren eine Reihe von teils spektakulären Einbrüchen bei Pelz- und Juwelenhändlern sowie Kunstsammlern in London, die ihnen eine Millionenbeute einbrachten. Beide neigten jedoch dazu, das so gemachte Geld schnell wieder auszugeben – Scott durch ein Leben in Saus und Braus samt Sportwagen, teuren Wohnungen und attraktiven Begleiterinnen, Chatham vor allem durch seine Spielsucht.
Als sich Sophia Loren im Jahr 1960 zu Dreharbeiten für den Spielfilm Die Millionärin (The Millionairess) in England aufhielt, stahl Scott der italienischen Schauspielerin eine Halskette im Wert von 200.000 Pfund, was damals von der Presse als „größter Juwelendiebstahl Englands“ dargestellt wurde. Er verjubelte die 30.000 Pfund, die ein Hehler für den Schmuck gezahlt hatte, später in einem Casino in Cannes. Zu weiteren prominenten Persönlichkeiten, bei denen er im Laufe der Jahre in London und an der französischen Riviera eingebrochen haben will, gehörten – nach einer eigenen Aufstellung mit rund hundert Namen, die er 1994 einem Leserbrief an den Daily Telegraph beifügte – unter anderem Lauren Bacall, Maria Callas, Shirley MacLaine, Zsa Zsa Gabor, Judy Garland, Elizabeth Taylor und Vivien Leigh, aber auch der Spielclub- und Zoobesitzer John Aspinall, der Pressezar Viscount Kemsley, die Gattin des arabischen Geschäftsmanns Adnan Kashoggi, der Schah von Persien Mohammad Reza Pahlavi und selbst die Königinmutter Elizabeth. In den Medien wurde er bekannt als „König der Cat Burglars“, „Einbrecher bei den Stars“ und (wegen seiner Fassadenklettereien) „Die menschliche Fliege“.
In den 1960er Jahren wurden die Haftstrafen, die er absitzen musste, länger. 1961 verurteilte ihn ein Gericht zu drei Jahren Gefängnis, denen 1964 eine weitere Haftstrafe von fünf Jahren folgte, die er im Gefängnis in Dartmoor absaß. Im Jahr 1965 kam der zum Teil auf seinem Leben basierende Spielfilm Wer einen Tiger reitet (He Who Rides a Tiger) in die Kinos. Regie hatte Charles Crichton geführt; die Hauptrollen spielten Tom Bell und Judi Dench.

### Spätere Jahre und Tod
Auch mit fortschreitendem Alter blieb Scott als Einbrecher aktiv. Allein bei einem Juwelenraub in der Bond Street in den 1980er Jahren erbeutete er Diebesgut im Wert von 1,5 Millionen Pfund. Dafür wurde er 1985 zu einer vierjährigen Haftstrafe verurteilt. Nach seiner Entlassung verdiente er sich sein Geld zeitweilig als Tennislehrer in einem vornehmen Londoner Sportclub und als Gärtner einer Kirche in Camden.
Obwohl er in seinen 1995 erschienenen Memoiren behauptet hatte, dem Verbrechen endgültig abgeschworen zu haben, wurde Scott 1998 wiederum zu einer dreieinhalbjährigen Freiheitsstrafe verurteilt, diesmal wegen Hehlerei mit einem im März 1997 aus einer Londoner Galerie gestohlenen Gemälde von Pablo Picasso. Insgesamt verbrachte Scott etwa 14 Jahre seines Lebens in Gefängnissen. Nach eigenen Berechnungen summiert sich der Wert des von ihm im Laufe der Jahre gestohlenen Diebesguts auf über 30 Millionen Pfund.
Nach Absitzen seiner letzten Gefängnisstrafe lebte er in der Nähe des Bahnhofs King’s Cross in einem rauen Stadtviertel, wo er gelegentlich als Vermittler zwischen sich bekämpfenden Gruppen auftrat. Noch in höherem Alter war er zumeist mit dem Fahrrad unterwegs, bis ein Knieschaden, das Ergebnis mehrerer Stürze bei seinen Einbrüchen in früheren Jahren, dies nicht mehr erlaubte. Danach fuhr er einen alten Mercedes, der ihm von einem Sohn des Gangsters Billy Hill zum Geschenk gemacht worden war. Im Jahr 2004 wirkte er bei einer Sendung des Fernsehsenders Channel 4 mit, in der Überfälle vorgetäuscht wurden. Seine letzten Lebensjahre verbrachte er verarmt und mit hohen Schulden belastet in einer Sozialwohnung im Londoner Stadtbezirk Islington. Im Jahr 2012 veröffentlichte Roland Kennedy Hutchison einen 25-minütigen Dokumentarfilm mit dem Titel My Friend the Thief, in dem der hochbetagte Scott über seine Erlebnisse berichtet und Einblicke in sein kümmerliches Alltagsleben gewährt. Der Film erhielt Preise bei mehreren europäischen Filmfestivals.
Scott war viermal verheiratet und hatte einen Sohn. Seine zweite Ehefrau war das in den 1960er Jahren bekannte Fotomodell Jackie Bowyer. Er hatte sie 1963 in einem Nachtclub kennengelernt. Die Beziehung zerbrach während eines seiner Gefängnisaufenthalte und Scott erinnerte sich später mit Wehmut an seine verlorene große Liebe.
Peter Scott starb am 17. März 2013 im Alter von 82 Jahren in London an Krebs.

## Memoiren
1995 erschienen Scotts Memoiren unter dem Titel Gentleman Thief: The Recollections of a Cat Burglar, in denen er in der 3. Person von seinem Verbrecherleben berichtete. Er zeigte sich wenig reumütig und gestand, keine wirkliche Rechtfertigung für sein Treiben gehabt zu haben, hätten ihm doch genug Möglichkeiten offengestanden, sein Geld auf ehrliche Weise zu verdienen. Dabei äußerte er sich auch abfällig über die von ihm Bestohlenen und behauptete, diese hätten ihren Reichtum oftmals nur Gier und Betrügereien zu verdanken. Er selbst sei „von Gott gesandt worden, um etwas von jenen Reichtümern zurückzuholen, die die unerhört Wohlhabenden dem Rest von uns weggenommen hatten.“
Scott beschrieb, wie stark der Nervenkitzel durch die Gefahr, erwischt zu werden, für ihn stets gewesen sei, und verglich den Reiz beim Planen seiner Coups mit sexueller Erregung. Er gestand, dass die Berichte der Medien ihm ein zusätzliches Motiv geliefert hatten, seine Verbrecherkarriere fortzusetzen, glaubte er doch, viele der Millionen Zeitungsleser hätten ihn heimlich angefeuert. Gewalt allerdings verabscheute er. Abgesehen davon, dass er einem Polizisten bei einem Kampf während eines Fluchtversuchs die Nase gebrochen hatte, war ihm nie ein Gewaltverbrechen zur Last gelegt worden.
In einem Artikel des Guardian über von britischen Kriminellen veröffentlichte Memoiren hob der Journalist Duncan Campbell Scotts Buch im Jahr 2011 hervor und beschrieb es als eines der originellsten Beispiele des Genres.

## Veröffentlichungen
- Peter Scott: Gentleman Thief. Recollections of a Cat Burglar. HarperCollins, London 1995, ISBN 0-00-255565-4.